# گل ماهور
گل ماهور، خرگوشک یا بوصیر (نام علمی: Verbascum) نام یک سرده از تیره گل‌میمونیان است. گیاهان دوساله یا چند ساله و به ندرت یکساله که به ارتفاع 0.5 تا 3.0 متر رشد می‌کنند. گیاهان ابتدا یک رزت از برگ ها را در سطح زمین تشکیل می دهند و متعاقباً یک ساقه گلدار بلند را به سمت بالا می فرستند. گیاهان دوساله در سال اول رزت و در فصل بعد ساقه گل را تشکیل می دهند. برگها به صورت مارپیچی مرتب شده اند و اغلب پر کرک هستند اما در برخی گونه ها بدون کرک هستند. گلها دارای پنج گلبرگ متقارن هستند. رنگ گلبرگها در گونه های مختلف شامل زرد (متداول ترین)، نارنجی، قرمز قهوه ای، بنفش، آبی یا سفید است. میوه از نوع کپسول و حاوی دانه‌ است.
گلی است خاص در منطقه آسیا و اروپا و مدیترانه. این گیاه دارای حدود ۳۵۰ گونه در جهان است، که حدود ۴۰ گونه آن در ایران است و تعدادی از این گونه‌ها بومی ایران هستند. پراکندگی این گیاه در غرب و شمال غربی ایران بیشتر است.
استفاده از این گیاه و روغن آن از قدیم در طب سنتی برای معالجه سرماخوردگی، آنژین و برونشیت، و تسکین حالت‌های عصبی، اضطراب، اختلال‌های ضربان قلب و ناراحتی‌های معده و همچنین درد مفاصل و بهبود زخم‌ها و سوختگی رواج داشته است.

## نگارخانه

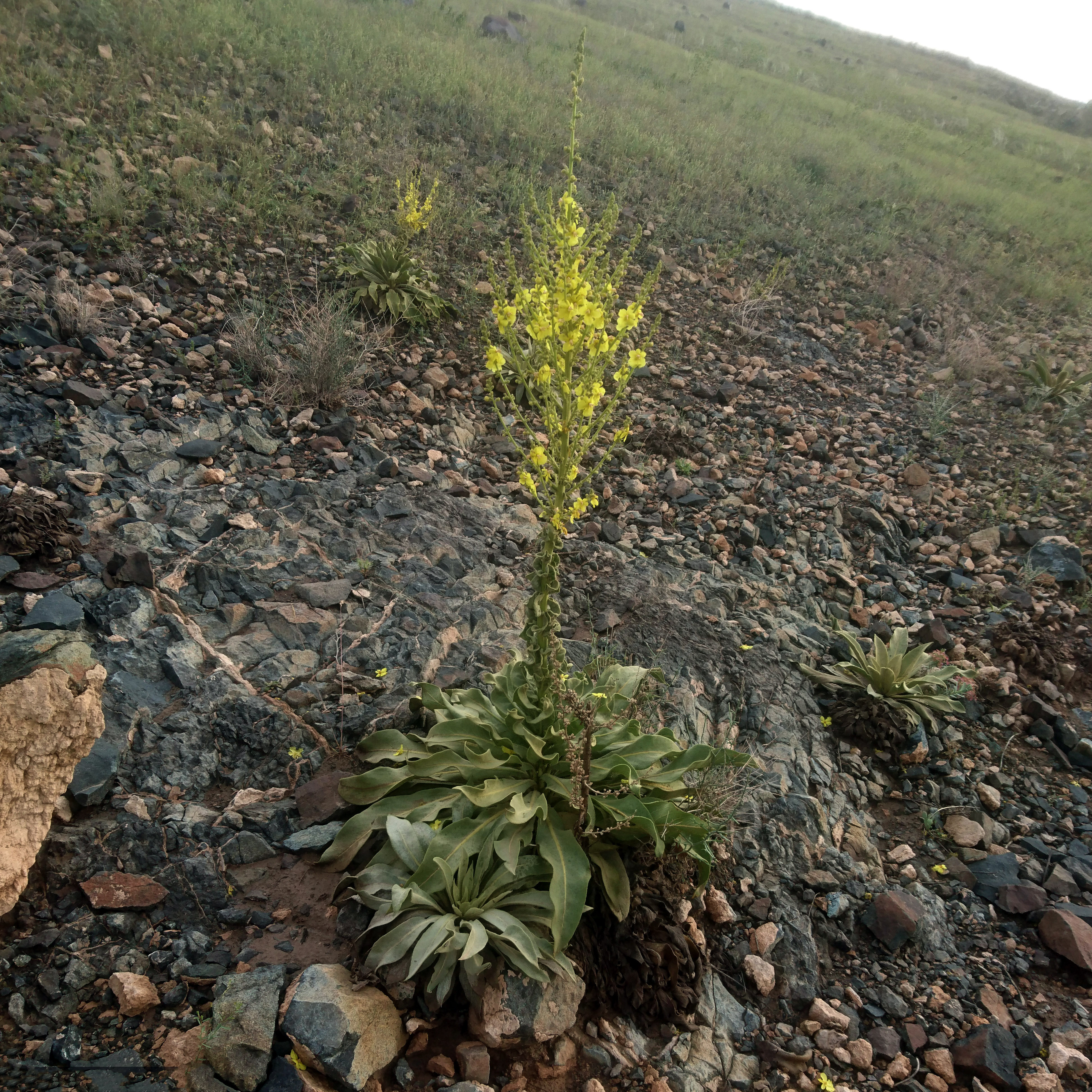
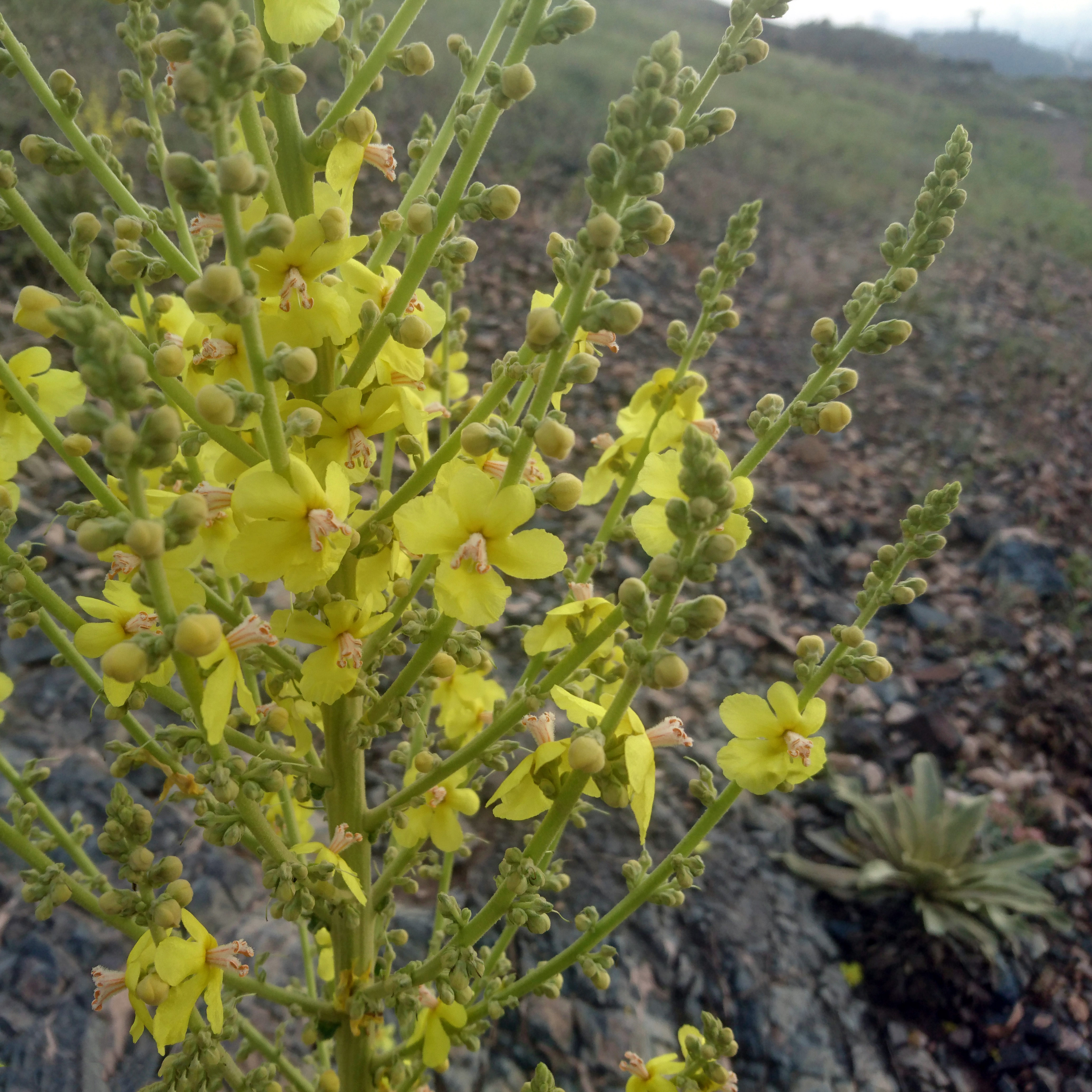
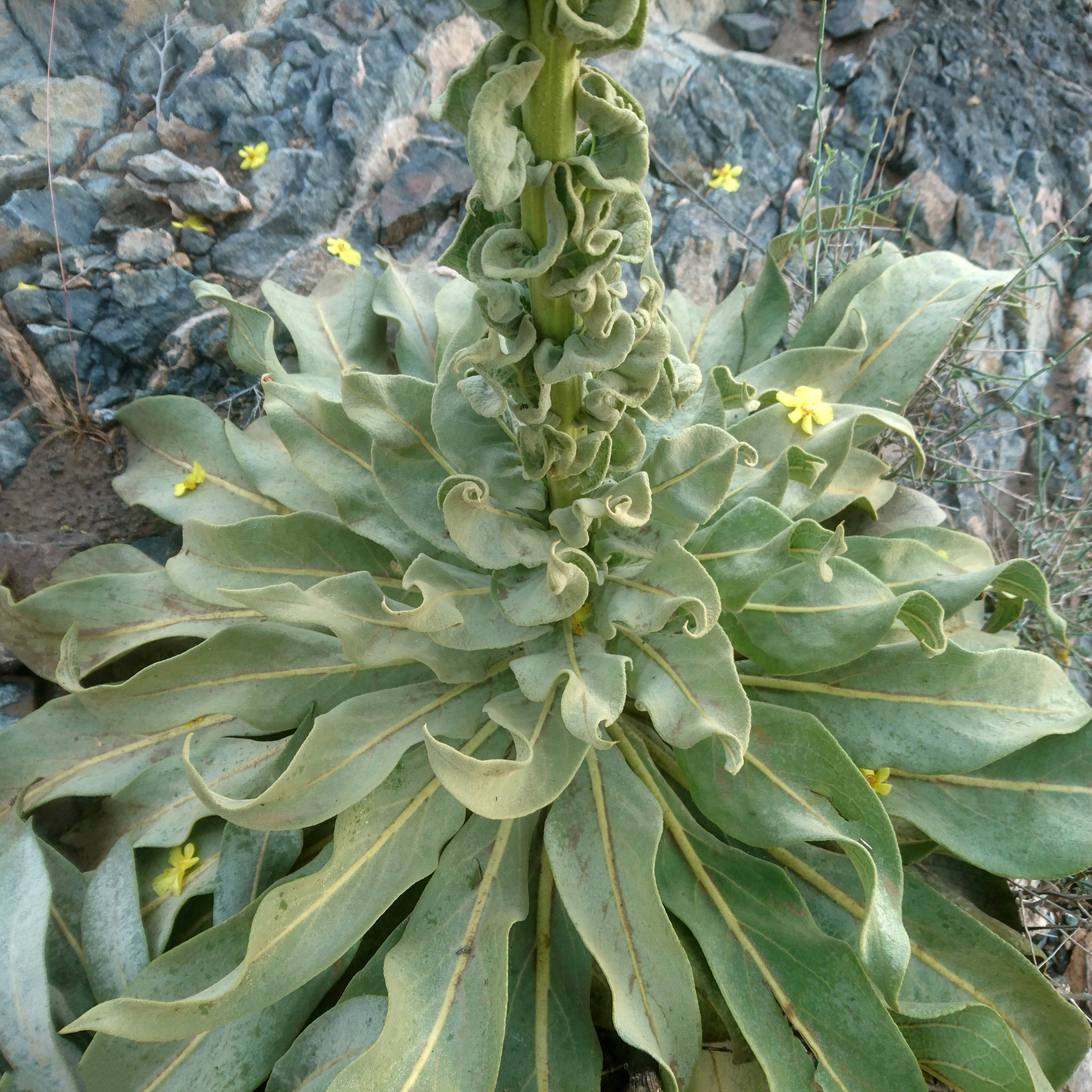
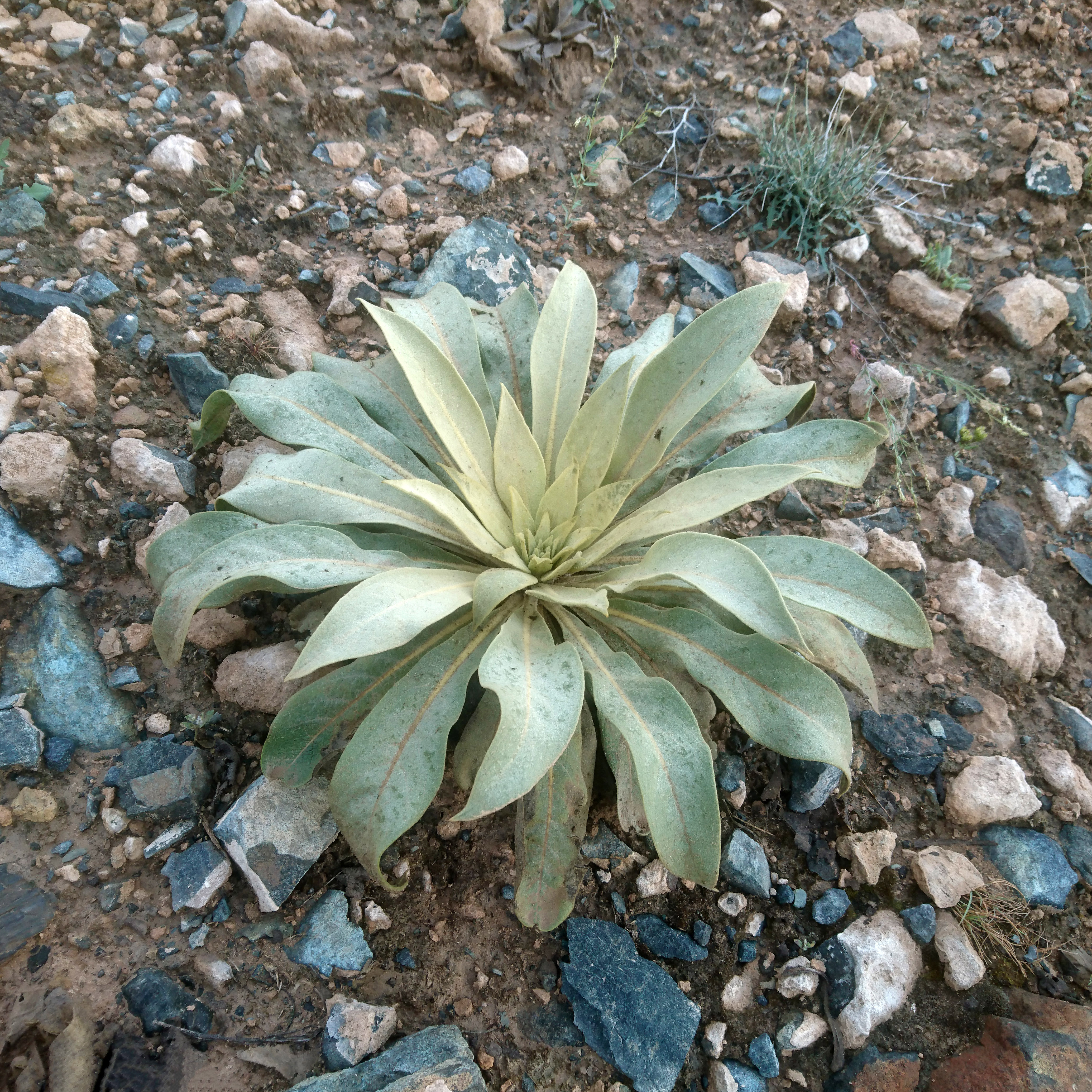
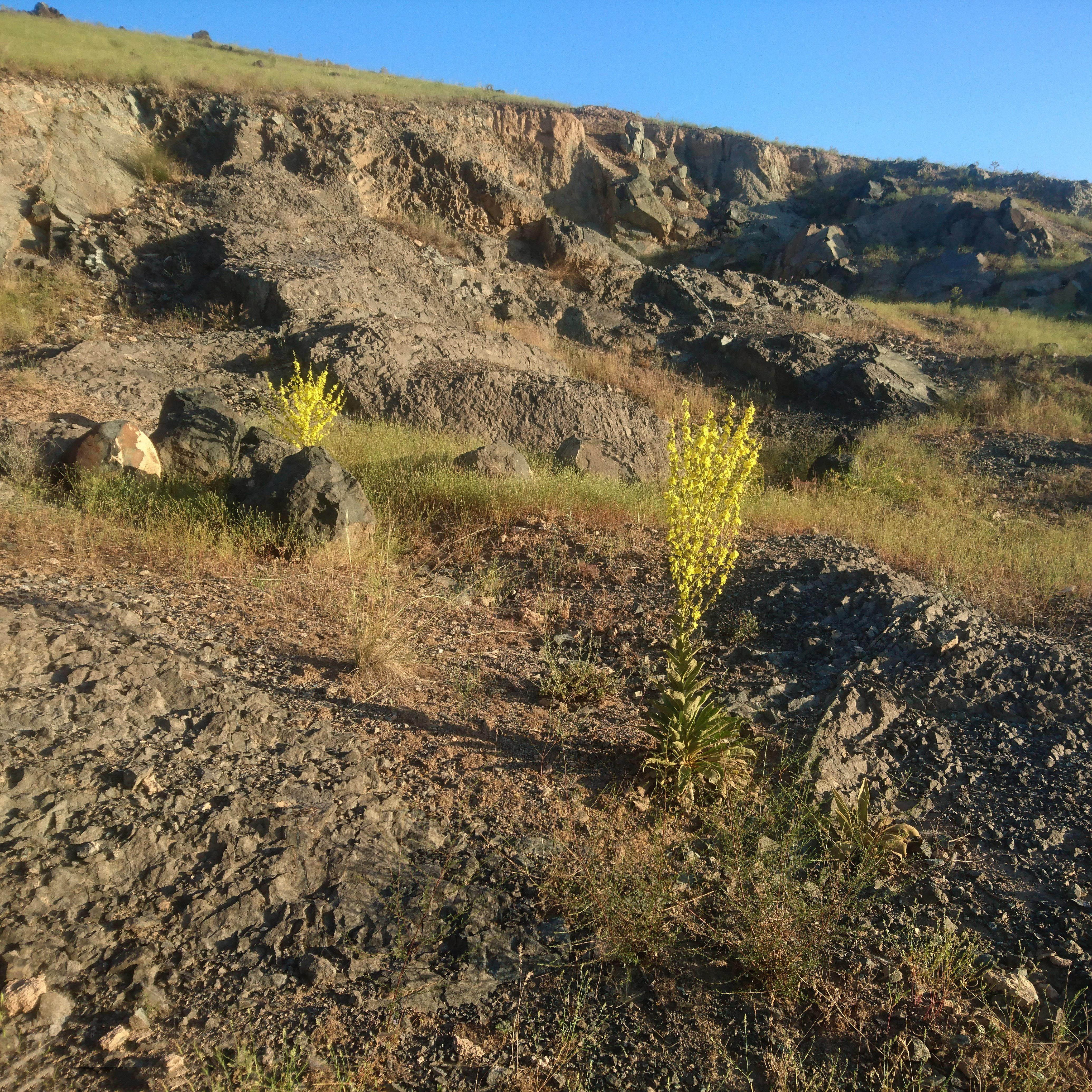
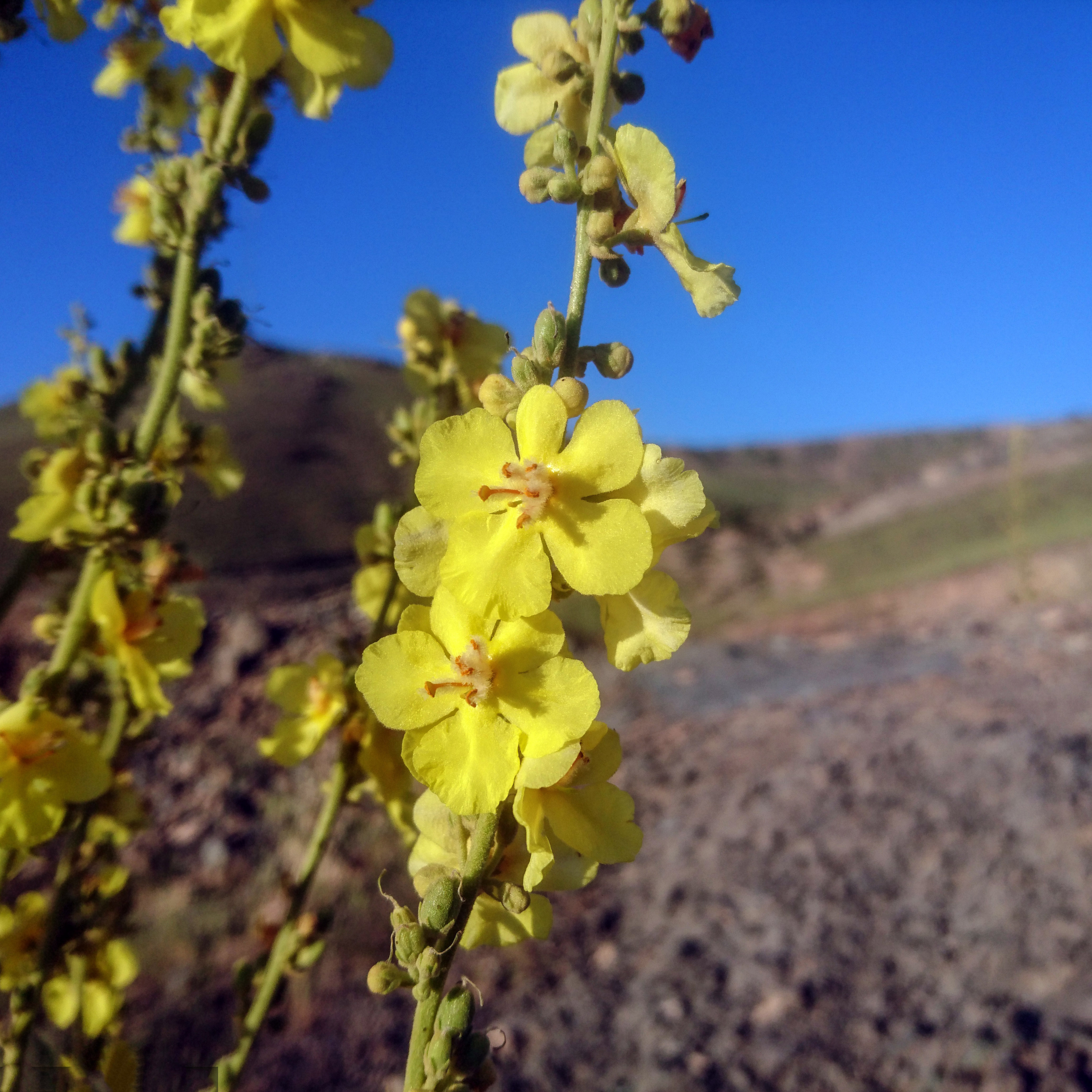
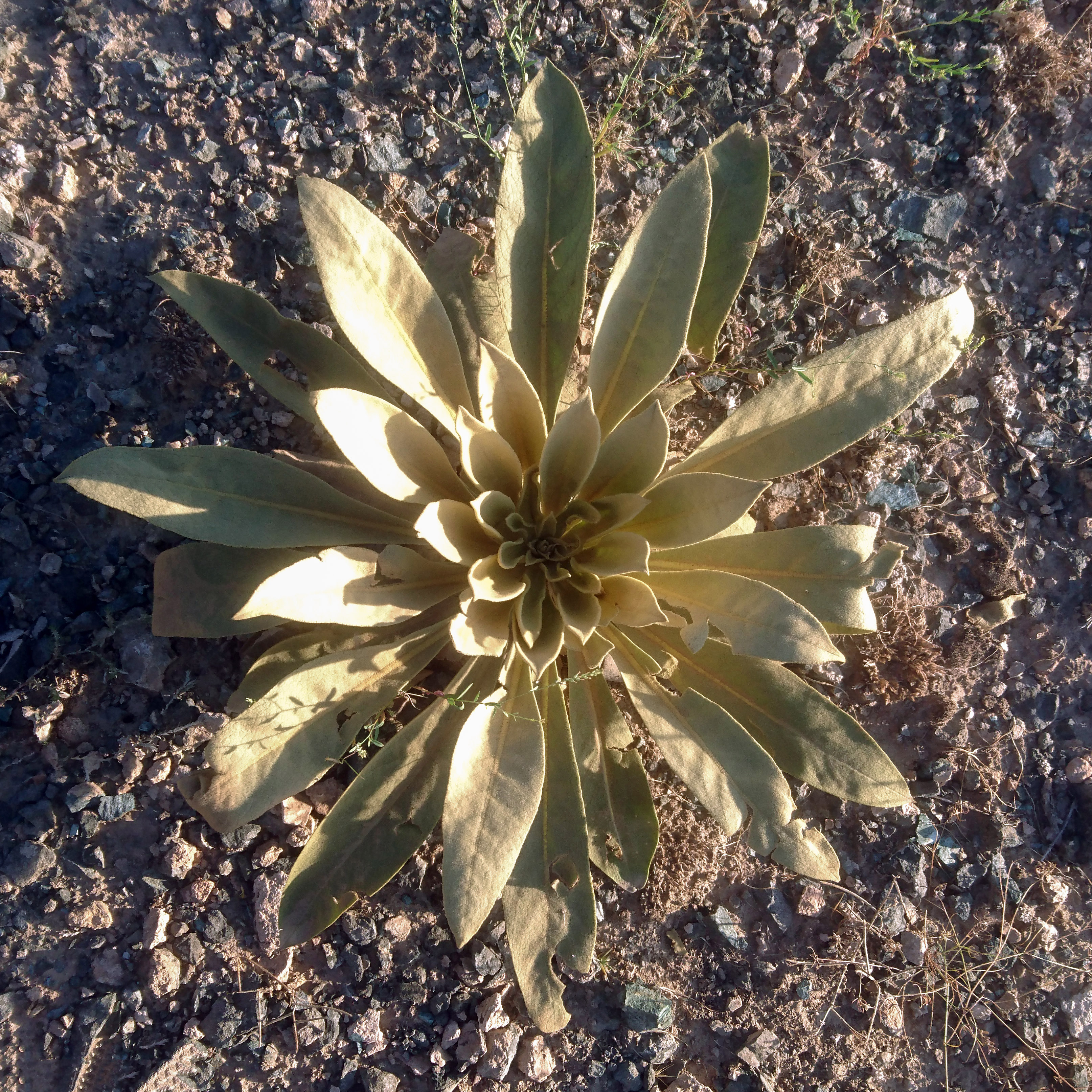
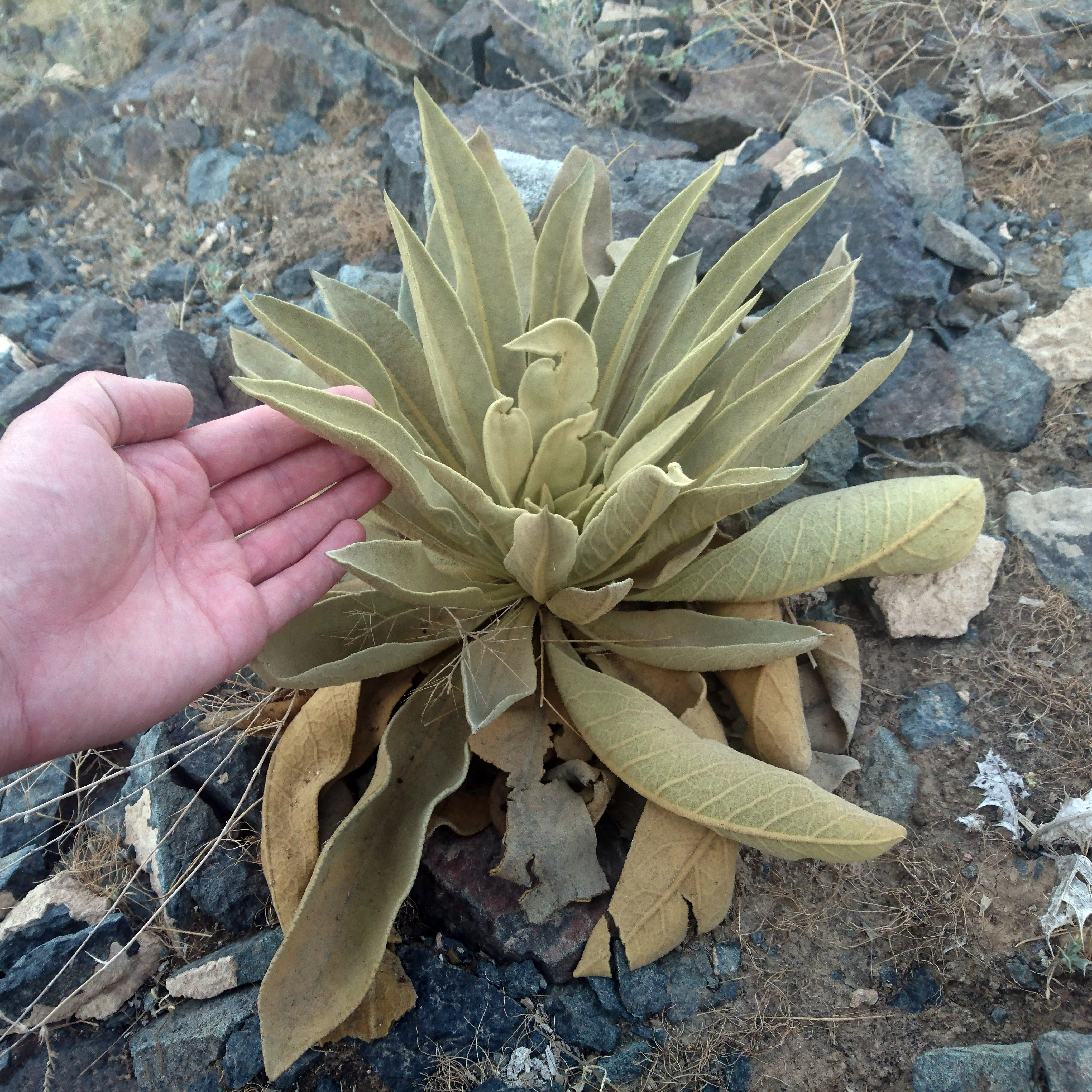
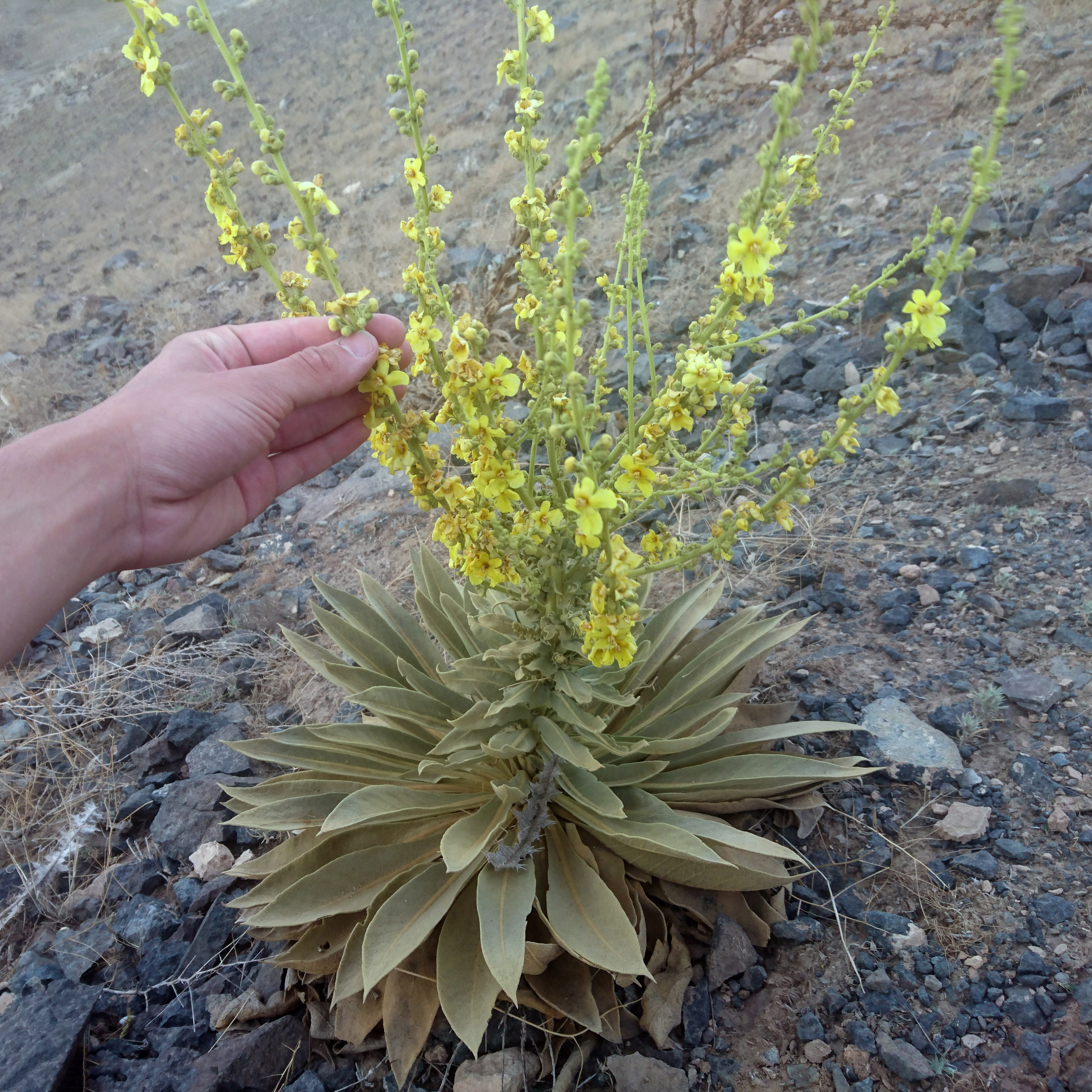
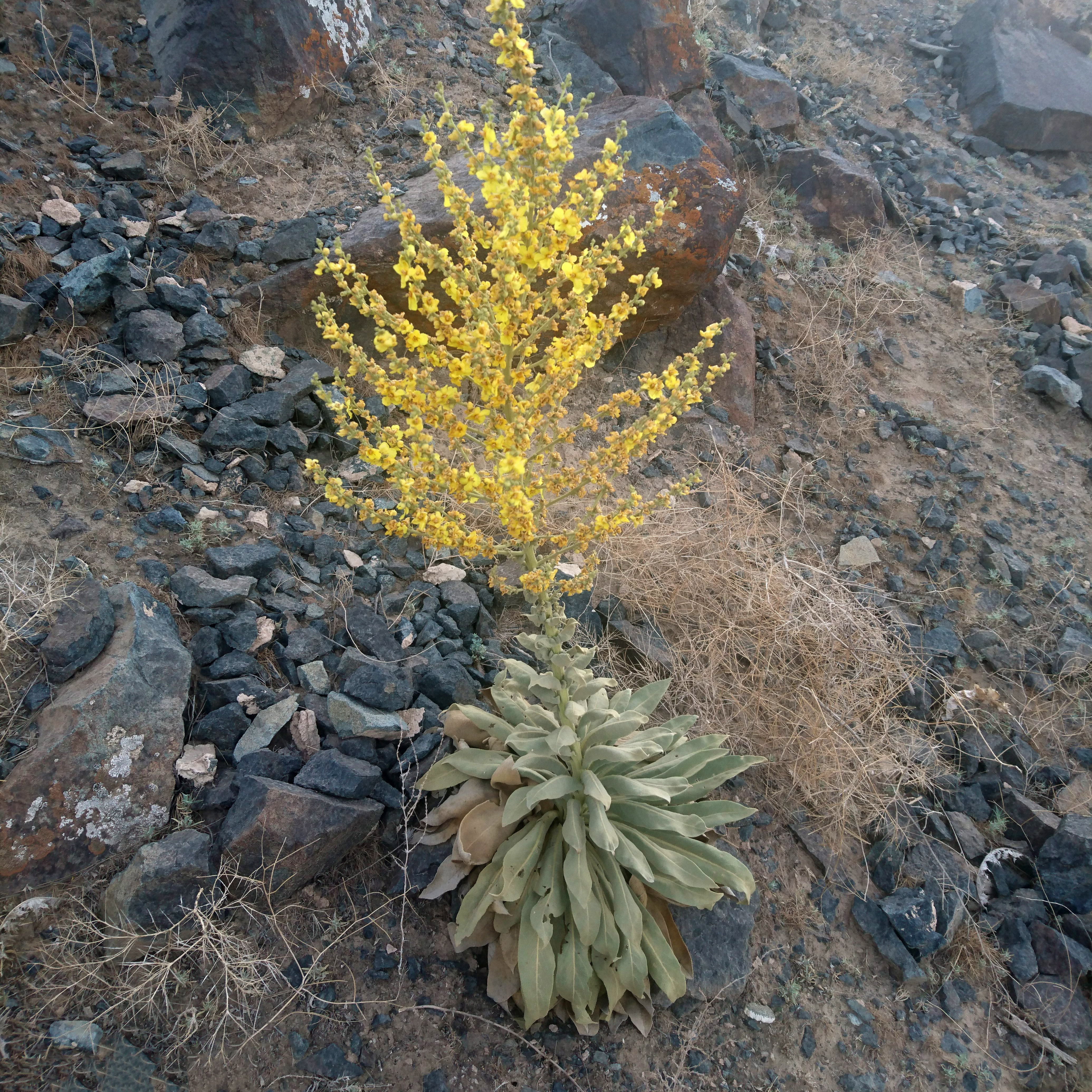
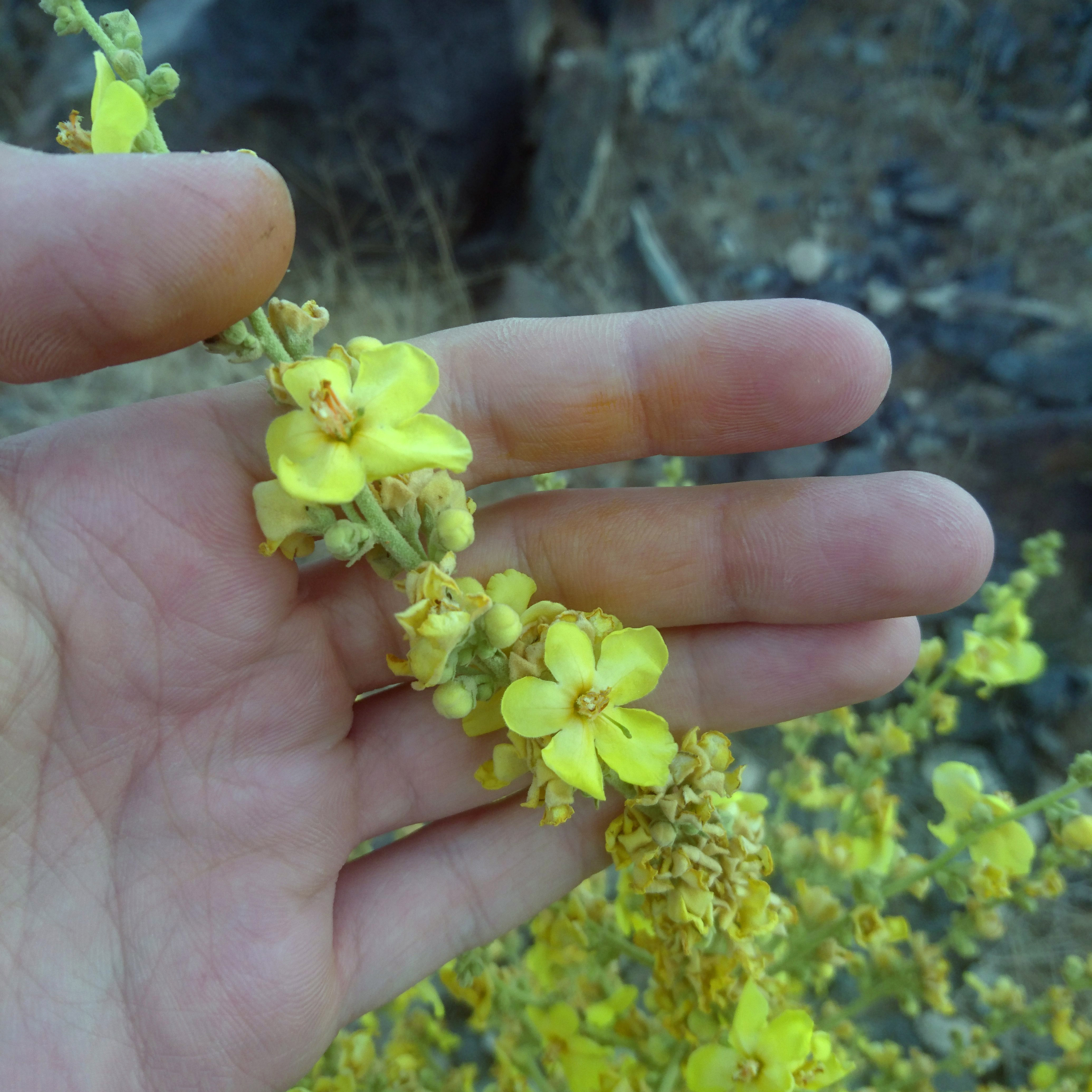